# Sobór Świętej Trójcy w Petersburgu
Sobór Świętej Trójcy  (ros. Троице-Измайловский собор, Троицкий собор – Troice-Izmajłowski sobor, Troickij sobor) – prawosławna świątynia w Petersburgu znajdująca się przy Izmajłowskim Prospekcie, niedaleko stacji metra Tiechnołogiczeskij institut. Administrowana przez parafię w jurysdykcji eparchii petersburskiej Rosyjskiego Kościoła Prawosławnego. 

## Historia
Sobór został zbudowany w latach 1828–1835 w rosyjskiej odmianie stylu empire według projektu architekta Wasilija Stasowa. Kamień węgielny pod budowę cerkwi położył metropolita petersburski i nowogrodzki Serafin w obecności cesarzowej wdowy Marii Fiodorowny i następcy tronu Aleksandra Nikołajewicza. Świątynię wznoszono jako cerkiew pułkową Izmajłowskiego Pułku Lejbgwardii. Wzniesiono go na miejscu wybudowanej w latach 1754–1756 drewnianej cerkwi, również pułkowej, która została poważnie uszkodzona przez powódź w 1824 r., a następnie rozebrana. Fundusze na budowę monumentalnej świątyni wydzielił car Mikołaj I z funduszy Gabinetu Jego Imperatorskiej Wysokości. Zdecydował też, że świątynia powinna być na tyle obszerna, by pomieścić 3000 uczestników nabożeństwa i podobnie jak zniszczona cerkiew drewniana mieć trzy ołtarze: Trójcy Świętej, św. Marii Magdaleny i św. Jana Rycerza. Mikołaj I kontrolował budowę cerkwi na każdym etapie, ingerując także w projekty przedkładane mu przez Stasowa. Przez cały rok 1828 trwało przygotowywanie fundamentów pod budowlę, do 1829 r. ukończono sobór do poziomu frontonów portyków. W 1830 r. przystąpiono do wznoszenia centralnej kopuły. Wskutek błędu w obliczeniach 16 kolumn, na których posadowiono kopułę, zaczęło pękać. Prace nad jej wznoszeniem zakończył inżynier Piotr Bazen; architekt Stasow został odsunięty przez cara od robót za popełniony błąd. Kopuła była gotowa w końcu 1832 r., jednak w końcu lutego 1833 r. zniszczyła ją burza. Ponowne śledztwo wykazało dalsze błędy w projekcie Stasowa. Nowy projekt kopuły przygotował Bazen. W 1835 r. zbudowano elewacje soboru. Dekoracje we wnętrzu budynku wykonał Timofiej Miedwiediew, malarz cerkiewny z Jarosławia. Poświęcenie gotowej budowli miało miejsce 25 maja 1835 r., a główny ołtarz konsekrował metropolita moskiewski i kołomieński Filaret.     
W 1886 r. na placu przed soborem ustawiono Kolumnę Chwały, mającą upamiętniać zwycięstwo Imperium Rosyjskiego nad Imperium Osmańskim w X wojnie rosyjsko-tureckiej.
W 1918 r., po rewolucji październikowej i oddzieleniu Cerkwi od państwa, sobór Trójcy Świętej stał się zwykłą cerkwią parafialną.  W 1922 r. cenne wyposażenie świątyni zostało zarekwirowane podczas kampanii konfiskat kosztowności cerkiewnych (część cennego wyposażenia odkupili parafianie). Proboszcz parafii Michaił Czelcow i jego syn Pawieł został aresztowany razem z metropolitą piotrogrodzkim Beniaminem pod zarzutem sprzeciwiania się poleceniom władz w zakresie konfiskaty kosztowności na cel wsparcia głodujących na Powołżu. Duchowny został skazany na karę śmierci, ale Wszechrosyjski Centralny Komitet Wykonawczy ułaskawił go. Gdy duchowny przebywał w areszcie, parafia Trójcy Świętej przeszła do Żywej Cerkwi, lecz w 1924 r. ponownie uznała jurysdykcję patriarchy moskiewskiego i całej Rusi. W 1925 r. z soboru wywieziono sztandary Izmajłowskiego Pułku Lejbgwardii oraz przechowywane dotąd w świątyni zdobyczne sztandary tureckie i klucze od zdobytych twierdz osmańskich.
W 1933 r. sobór Trójcy Świętej stał się katedrą eparchii leningradzkiej, jako że sobór Trójcy Świętej w Ławrze Aleksandra Newskiego został wcześniej zamknięty. Funkcje katedry świątynia pełniła do 1938 r., gdy władze radzieckie postanowiły zamknąć dla kultu również ją. Wiosną 1939 r. cerkiew zaadaptowano na pracownię dekoracji teatru im. Lensowietu. W czasach blokady Leningradu w budynku przechowywano przed pochówkiem ciała zmarłych z głodu mieszkańców miasta, a w piwnicach - schron. Uszkodzona w czasie bombardowań świątynia została odremontowana w latach 1952–1956 i ponownie 1966–1967. W budynku nadal znajdował się magazyn. Mimo faktu, że obiekt miał już status zabytku, popadał w coraz większą ruinę.
Sobór został zwrócony Rosyjskiej Cerkwi w 1990 r. Rozpoczęły się wtedy trwające wiele lat prace restauracyjne, mające na celu przywrócenie świątyni (głównie jej wnętrzu) pierwotnego wyglądu.
25 sierpnia 2006 r. na rusztowaniach otaczających główną kopułę restaurowanej świątyni wybuchł pożar; w jego wyniku uległa ona zawaleniu, natomiast uszkodzone zostały dwie z czterech mniejszych kopuł. Wnętrze budynku zostało w znacznym stopniu zniszczone (udało się jednak uratować ikony, naczynia liturgiczne i inne elementy wyposażenia wnętrza).
Świątynię po pożarze odbudowano, jej otwarcie odbyło się w 2010 r.

## Architektura
Sobór wzniesiony został na planie krzyża greckiego i zwieńczony pięcioma kopułami rozmieszczonymi według osi budowli. Nad całością dominuje najwyższa, centralna kopuła na wysokim bębnie. Kopuły zdobione są złoconymi gwiazdami (na największej znajduje się ich 280, na mniejszych 208). 
Nad głównym ołtarzem soboru znajduje się ozdobny baldachim z napisem „Pod tym znakiem zwyciężysz”, którą to frazę osobiście wybrał Mikołaj I. Cała budowla miała być pomnikiem chwały rosyjskiego wojska. 

## Galeria

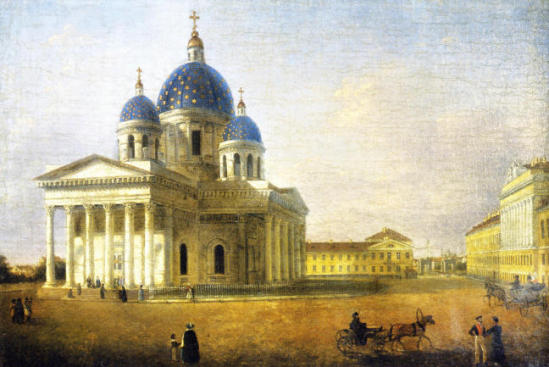
Sobór na fotolitografii
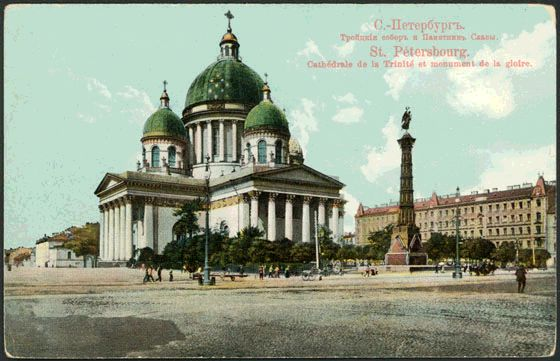
Sobór na dawnej pocztówce
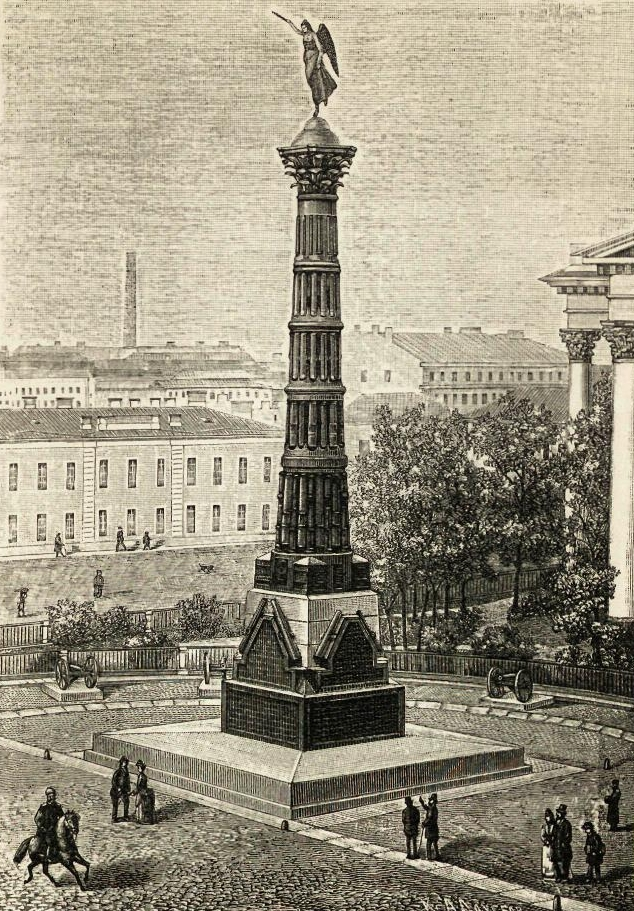
Kolumna Chwały przed soborem (1886)
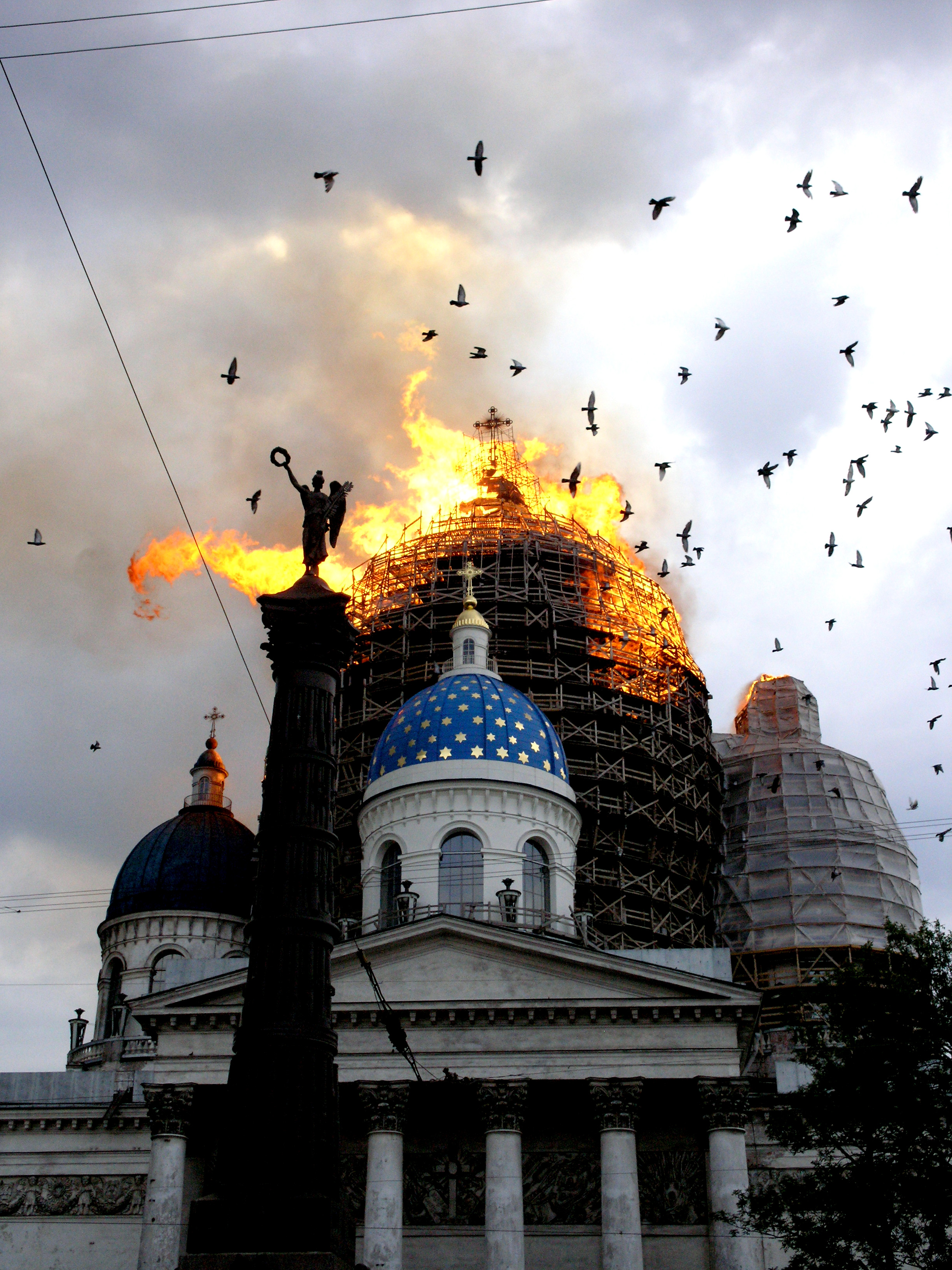
Sobór podczas pożaru (2006)
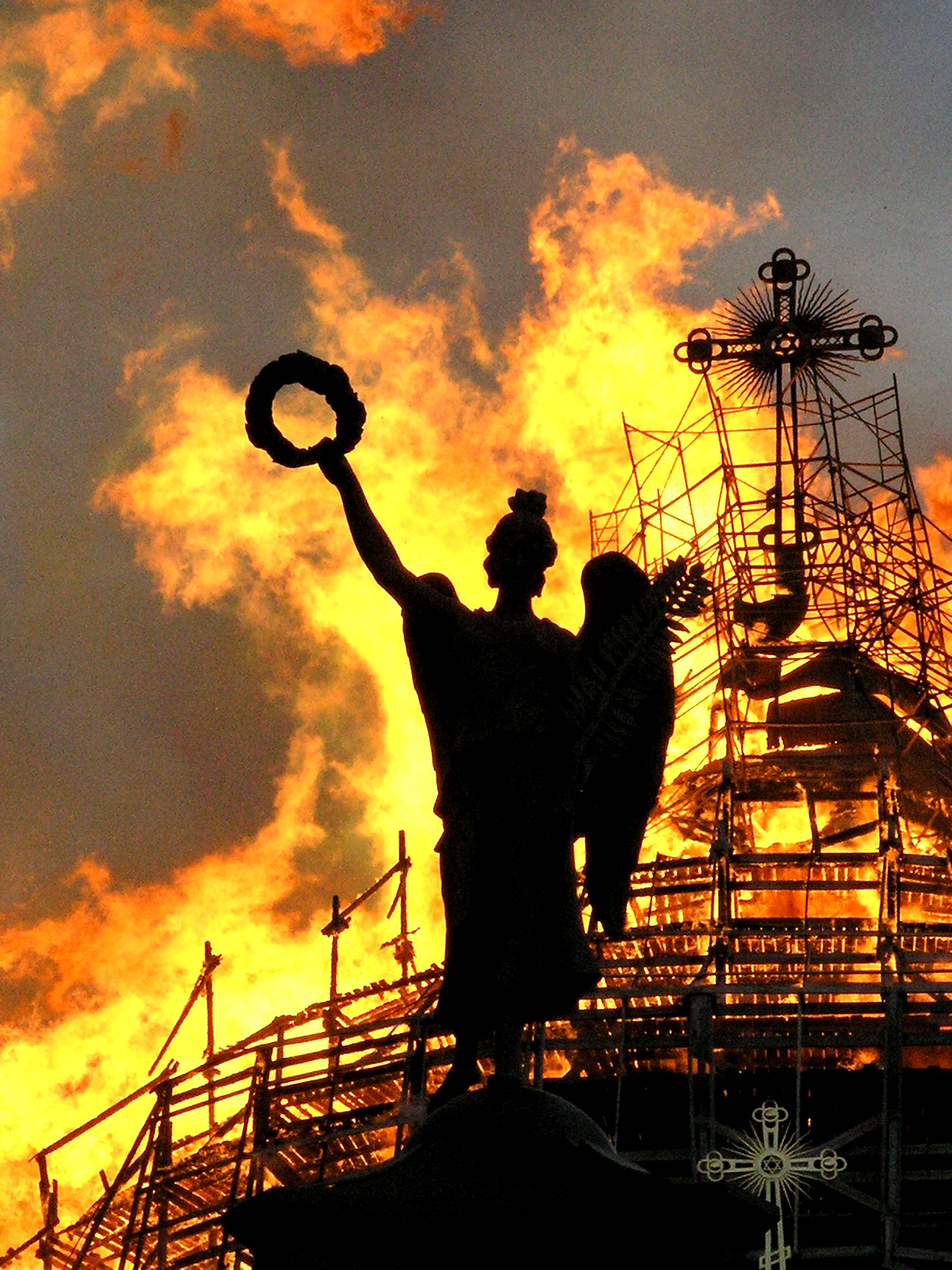
Sobór podczas pożaru (2006)
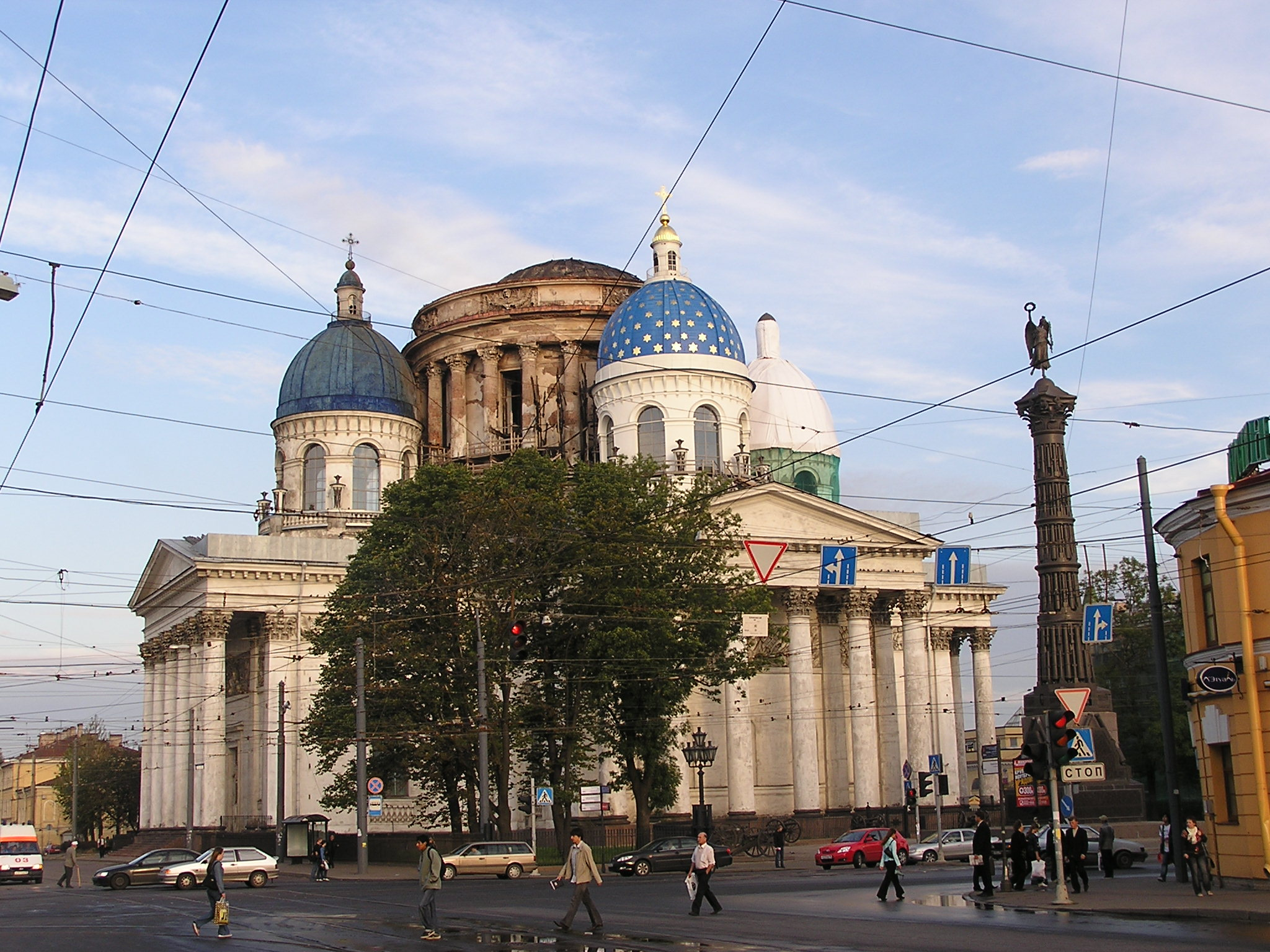
Sobór po pożarze
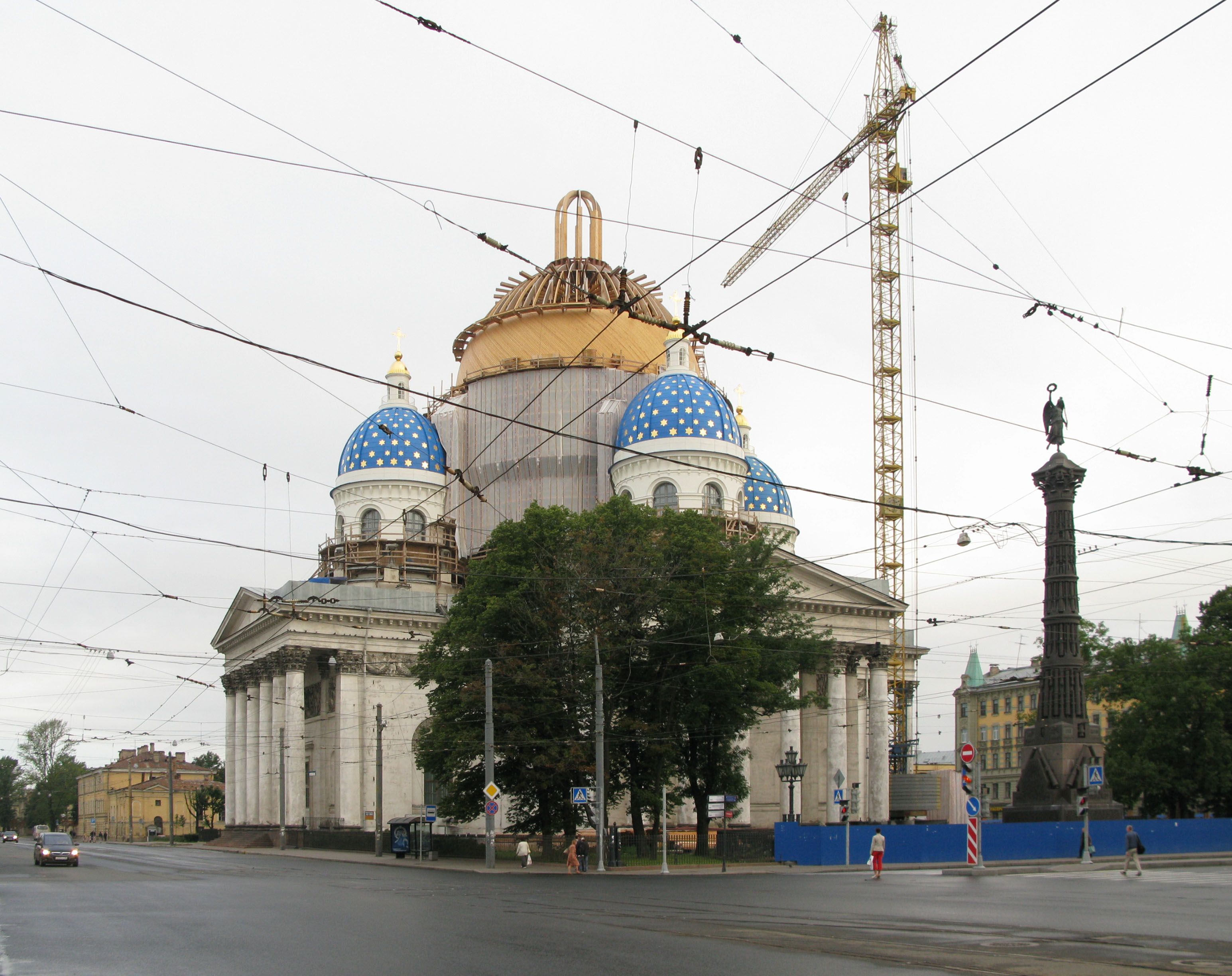
Odbudowa świątyni w sierpniu 2008
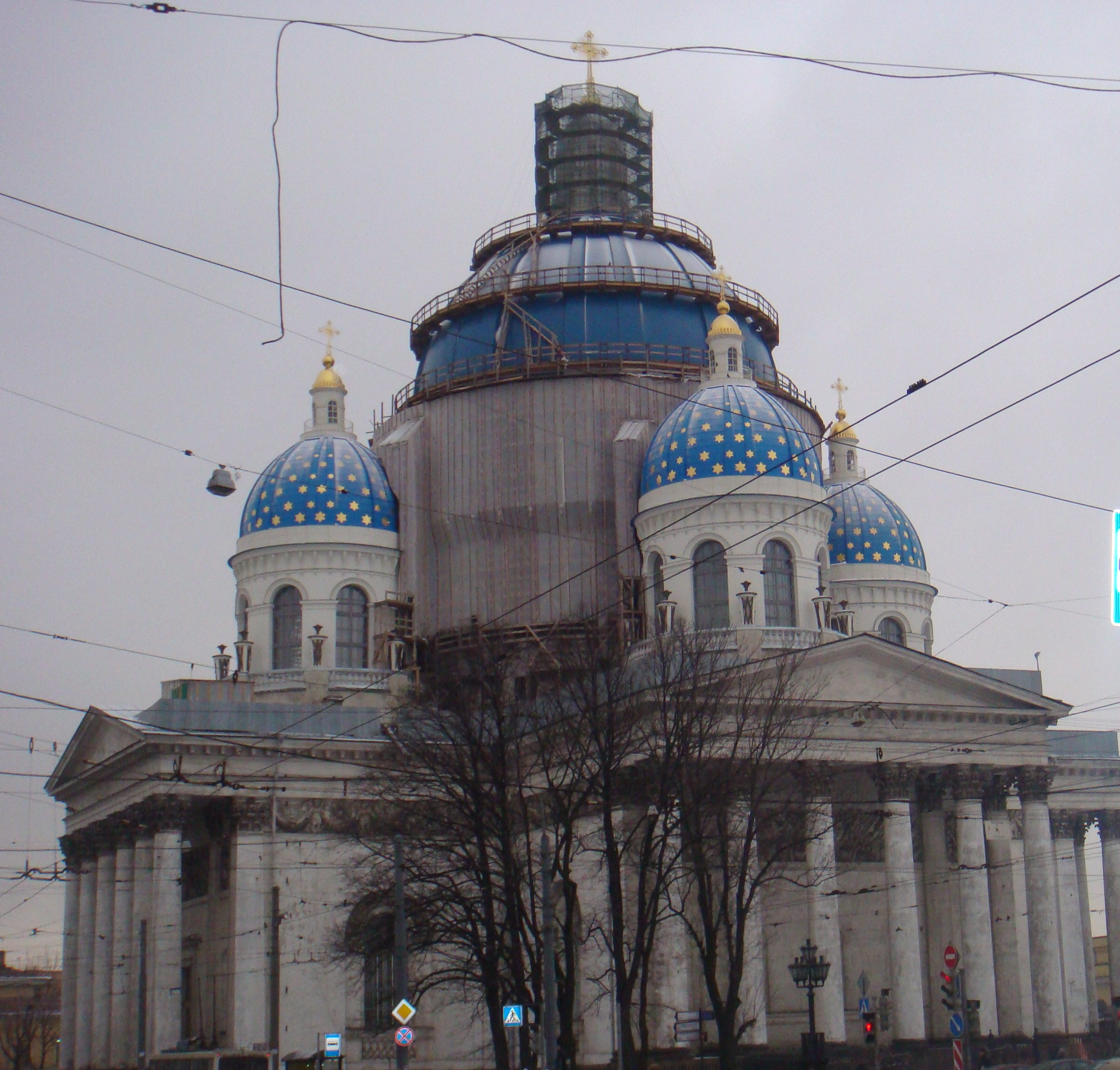
Odbudowa świątyni w marcu 2009
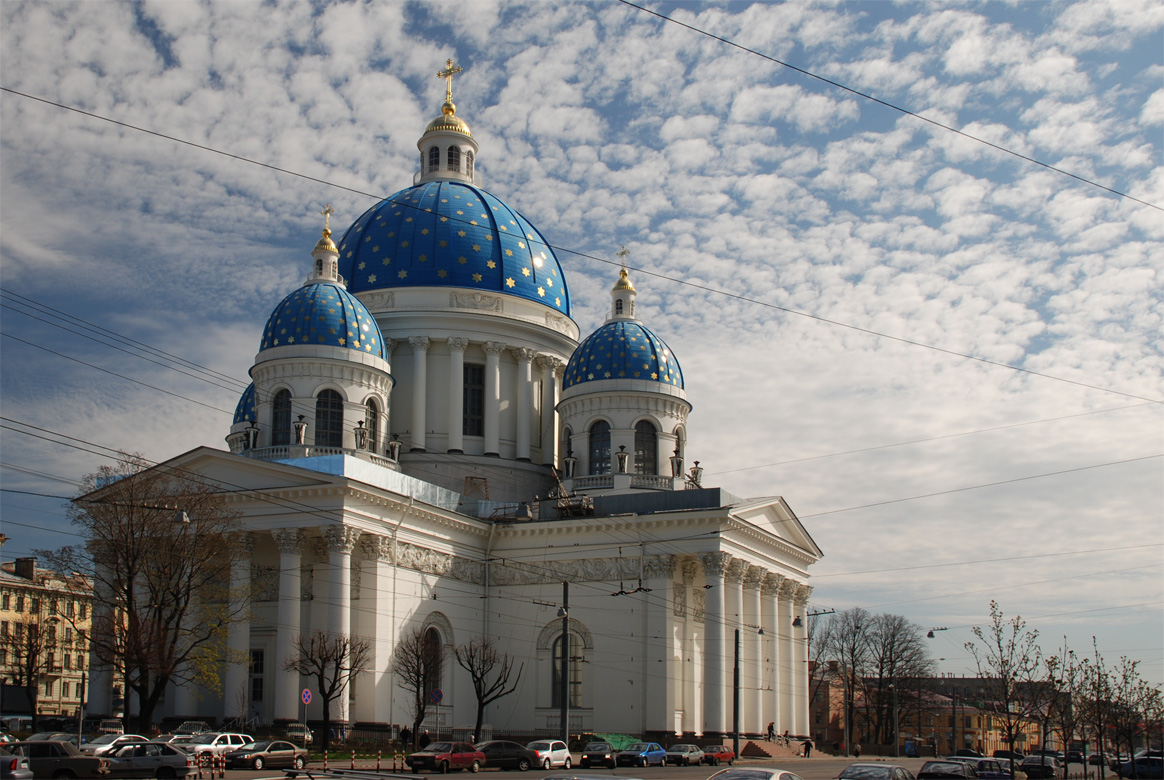
Świątynia (2011)
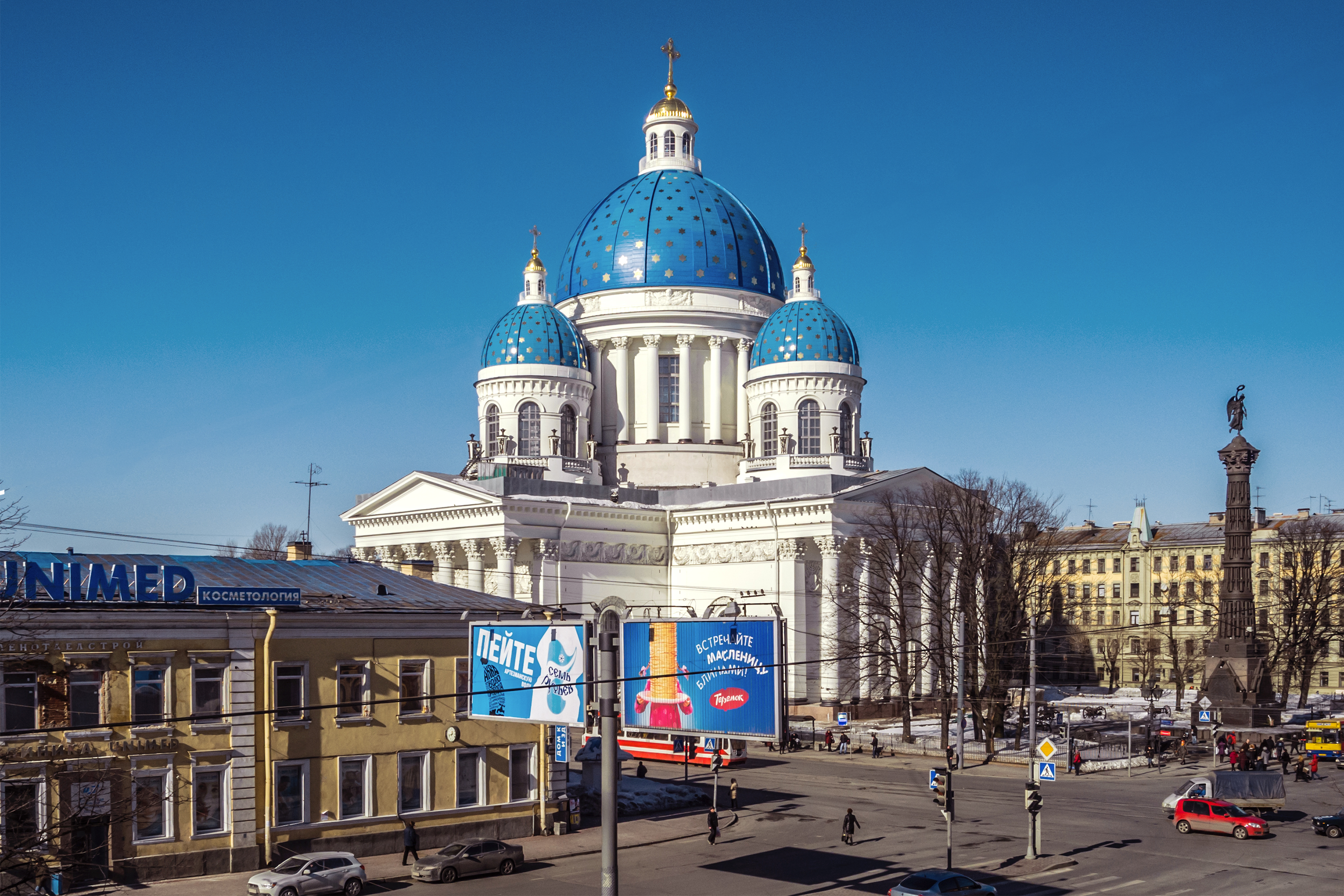
Świątynia (2011)
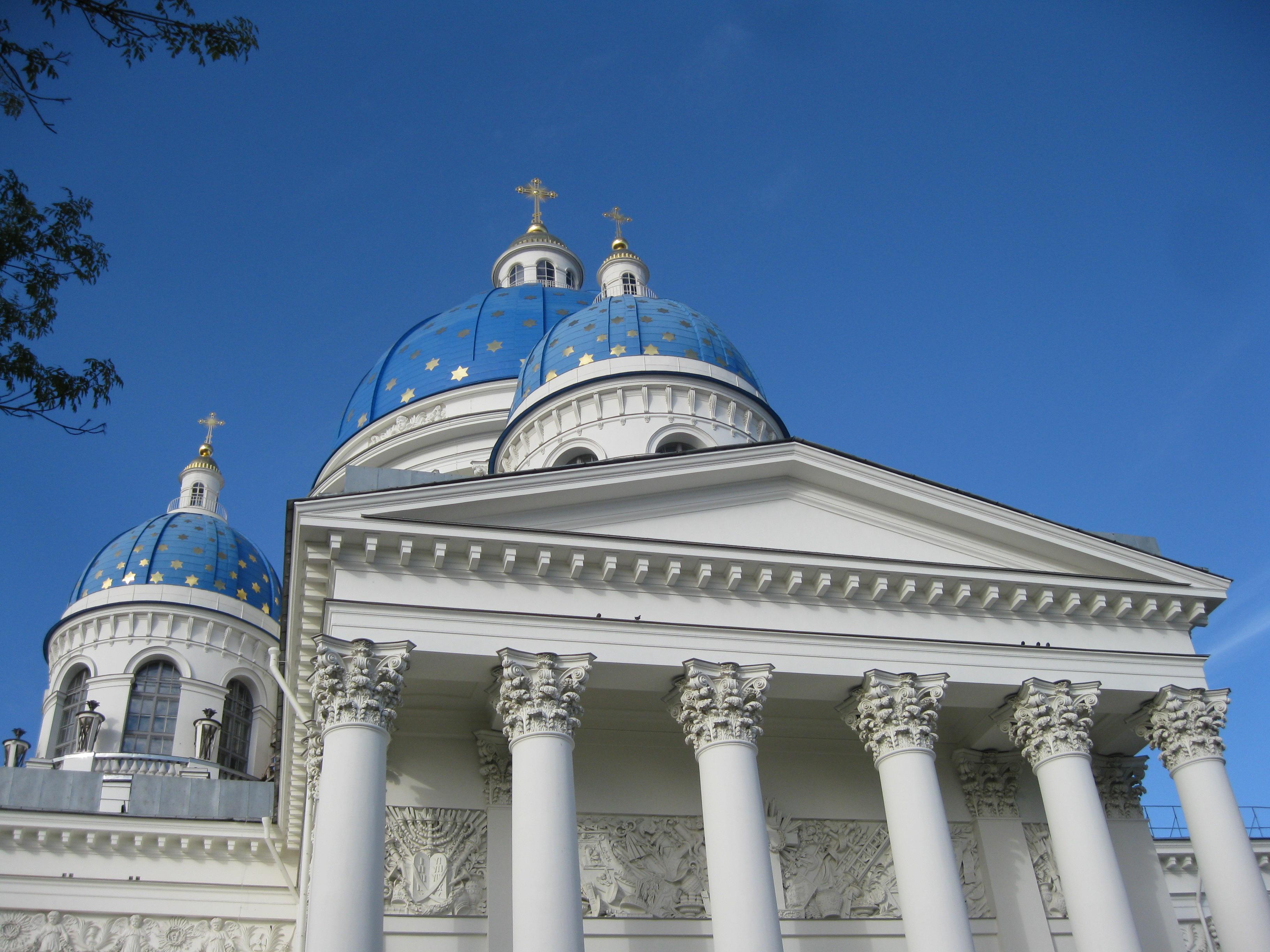
Świątynia z bliska
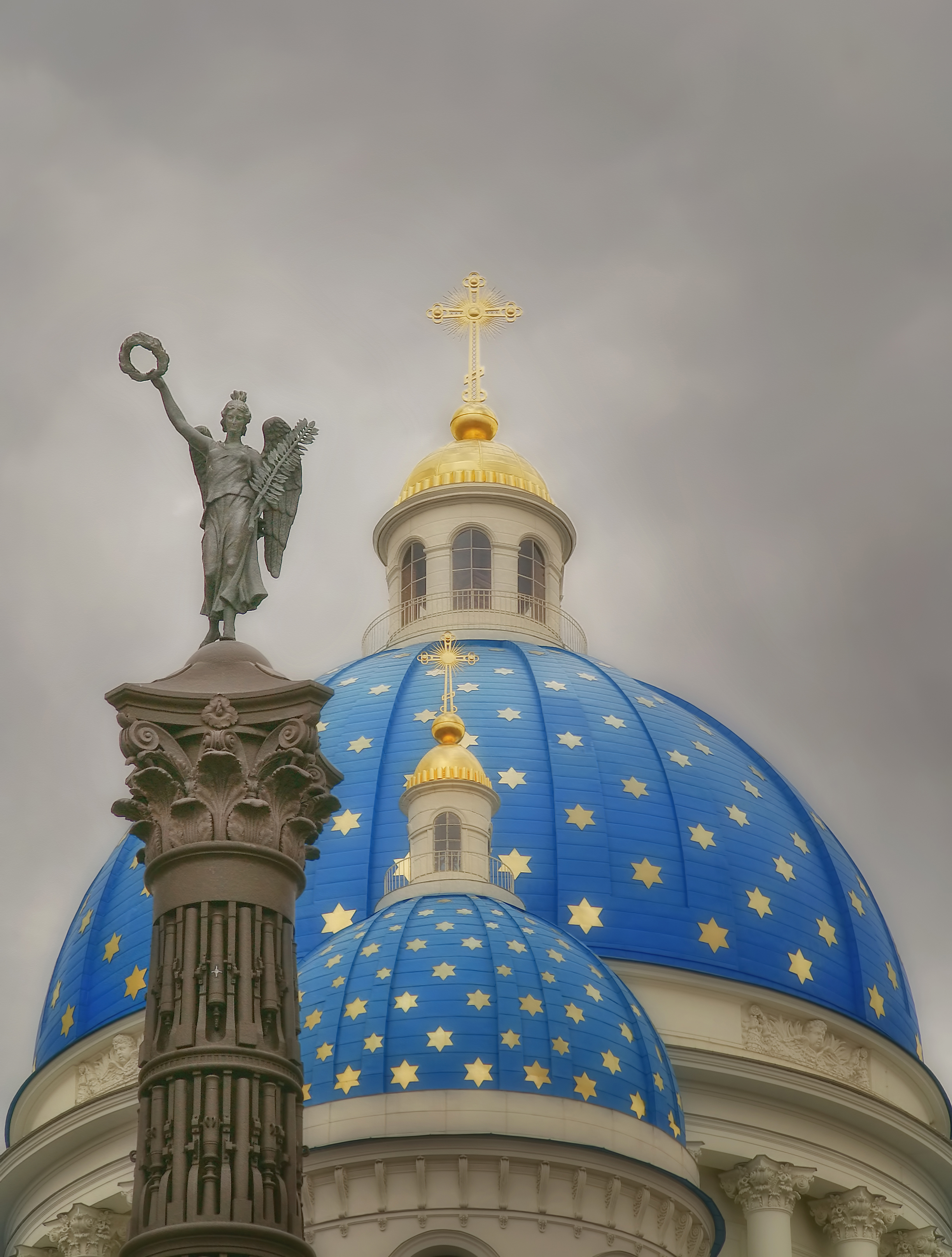
Zbliżenie na kopuły świątyni i Kolumnę Chwały